# Bytów
Bytów (uitspraakⓘ) (Duits: Bütow) is een stad in het Poolse woiwodschap Pommeren, gelegen in de powiat Bytowski. De oppervlakte bedraagt 8,72 km², het inwonertal 16.888 (2005).